# Marlene Engelhorn

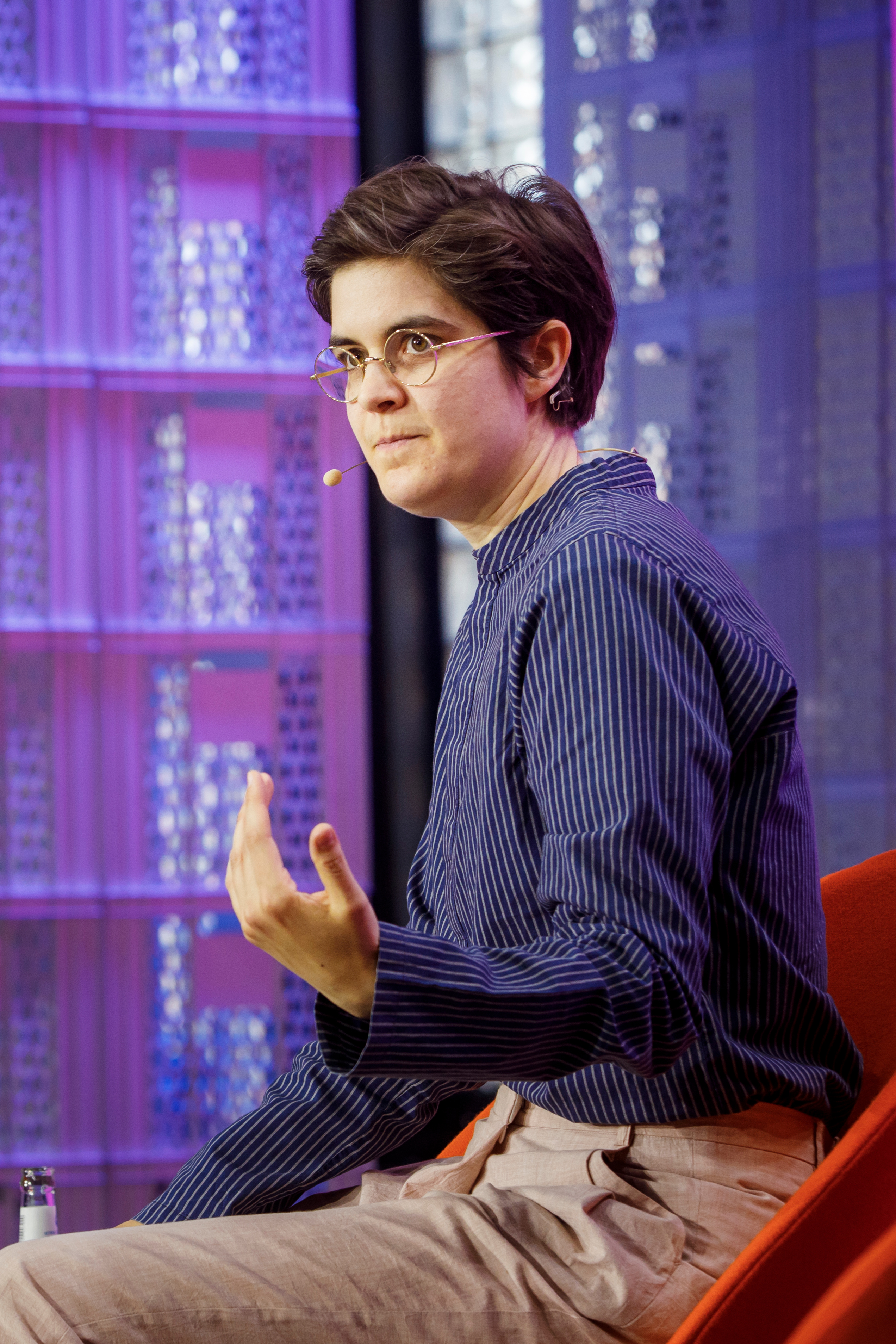
Marlene Engelhorn (2023)

Marlene Engelhorn (geboren 1992 in Wien) ist eine österreichisch-deutsche Aktivistin und Publizistin. Als Mitgründerin der Initiative taxmenow – Initiative für Steuergerechtigkeit e. V. setzt sie sich für soziale Gerechtigkeit, für eine Reform von Steuerpolitiken und für Erbschaftsteuern ein.

## Leben und Familie
Engelhorn wuchs in Wien auf und besuchte einen privaten Kindergarten und eine Privatschule. Sie studiert seit dem Sommersemester 2013 mit einer Unterbrechung von 2015 bis 2019 Germanistik an der Universität Wien. Zwischenzeitlich arbeitete sie im Bereich der Nachhilfe und des Sprachtrainings und ist seit mindestens Februar 2021 als Aktivistin tätig. Engelhorn besitzt die österreichische und deutsche Staatsbürgerschaft.
Sie ist Nachfahrin von Friedrich Engelhorn (1821–1902), Gründer der Badischen Anilin- & Soda-Fabrik AG (BASF). Ihre Großmutter war Traudl Engelhorn-Vechiatto, die 1955 Peter Engelhorn, den Urenkel von Friedrich Engelhorn und Mitgesellschafter der Boehringer-Mannheim-Gruppe, geheiratet hatte. Der Verkauf der Anteile an Hoffmann-La Roche im Jahr 1997 brachte elf Milliarden US-Dollar ein. Durch eine von Curt Engelhorn – dem damaligen Chief Executive Officer (CEO) – gegründete Holding-Konstruktion auf den Bermudas blieb diese Transaktion in Deutschland, Österreich und der Schweiz steuerfrei. Zuletzt wurde das Vermögen der Großmutter auf über 4,2 Milliarden US-Dollar geschätzt, wovon Engelhorn einen zweistelligen Millionenbetrag erbte.

## Aktivitäten und Positionen

### Besteuerung vererbter Vermögen
Engelhorn ist Teil einer laut New York Times wachsenden Bewegung junger, politisch links eingestellter Millionäre, die sich für eine stärkere Besteuerung vererbter Vermögen einsetzen. Engelhorn vertritt die Position, dass es nicht demokratisch sei, wenn Vermögende gemäß ihren persönlichen Präferenzen und Interessen geerbtes Vermögen verteilten. Philanthropie würde nur die Machtverhältnisse zementieren, die durch eine tiefgreifende Ungleichheit ihrer Meinung nach erzeugt werden. Auch Start-up-Finanzierung würde wenig zur Lösung der Probleme dieser Welt beitragen, es bräuchte strukturelle Veränderungen.

### Steuergerechtigkeit
Engelhorn ist in Kontakt mit einer Gruppe junger Millionäre mit dem Namen Resource Generation und gehörte im Februar 2021 zu den Mitgründern einer AG Steuergerechtigkeit, aus der im Juni des Jahres taxmenow – Initiative für Steuergerechtigkeit e. V. hervorging. Bei taxmenow ist sie zuständig für Öffentlichkeitsarbeit.
Die Gruppe Wohlhabender setzt sich für die Besteuerung großer Vermögen ein; insbesondere für Superreiche bedürfe es einer neuen Steuerpolitik. Sie fordert die Einführung bzw. Erhöhung von Erbschaftssteuern. Außerdem ist Engelhorn Mitglied der Non-Profit-Organisation Guerrilla Foundation, wo sie ab September 2020 ein Volontariat machte.
Marlene Engelhorn fordert die Wiedereinführung der Vermögensteuer für Millionen- und Milliardenvermögen, die in Deutschland ausgesetzt ist, und der Erbschaftssteuer in Österreich, die aufgehoben wurde. Anstelle der Abhängigkeit von Spenden durch Reiche fordern die Millionäre eine Vermögensteuer von einem Prozent, die für den Kampf gegen Pandemien, Armut und Klimawandel eingesetzt werden soll. 2019 und in den Folgejahren kündigte sie an, mindestens 90 Prozent ihres erwarteten zweistelligen Millionen-Erbes zu spenden.
Sie schloss sich dem Netzwerk Millionaires for Humanity an und ist Teil des internationalen Bündnisses Patriotic Millionaires, in dem sich über 100 Millionäre und Milliardäre (von ca. 21,7 Millionen weltweit) eine höhere Besteuerung fordern.

### Demokratische Vermögensverwaltung
Gemeinsam mit dem Netzwerk Steuergerechtigkeit und der Bürgerbewegung Finanzwende startete taxmenow eine Unterschriftenaktion, an der sich nach eigenen Angaben rund 50 vermögende Unterzeichner beteiligten. Etwa die Hälfte gaben dabei ihren Namen der Öffentlichkeit bekannt, darunter Antonis Schwarz (Schwarz Pharma), der wohlhabende IT-Unternehmer Ralph Suikat und Marlene Engelhorn. Engelhorn propagiert das Konzept Verantwortungseigentum.
Im ORF-Radiosender Österreich 1 moderierte sie in den Jahren 2022 und 2023 die Im-Gespräch-Reihe „Seid umschlungen Millionen!“ mit der Armutsaktivistin Daniela Brodesser, dem früheren Finanzminister Ferdinand Lacina, der Juristin Katharina Pistor und Francis Seeck (in der Kulturanthropologie tätig).
Engelhorn, die sich als queer bezeichnet, engagiert sich beim Wiener Projekt queerconneXion, das LGBTQ-Aufklärungsarbeit bei Jugendlichen leistet.
Im Januar 2024 gab Engelhorn bekannt, dass sie aus dem von ihrer Großmutter geerbten Anteil 25 Millionen Euro der Allgemeinheit zur Verfügung stellen will. Ein Bürgerrat Guter Rat für Rückverteilung, bestehend aus fünfzig zufällig ausgewählten Österreichern über sechzehn Jahren, hatte über die Verwendung des Vermögens entschieden. Engelhorn selbst enthielt sich dabei der Mitsprache. Ausgeschlossen waren verfassungswidrige, lebensfeindliche, menschenverachtende und profitorientierte Zwecke. Der Ansatz sollte ein Zeichen gegen die ungleiche Vermögensverteilung setzen. Diese habe negative Auswirkungen auf Gesellschaften, das politische System und die Medienlandschaft. Überproportionaler Einfluss reicher Menschen gefährde die Demokratie. Die Präsidentin der österreichischen Kammer für Arbeiter und Angestellte, Renate Anderl, zollte Engelhorn dafür „großen Respekt“. Im März 2024 tagte der Gute Rat für Rückverteilung zum ersten Mal in Salzburg, im Juni 2024 wurde die Vergabe an 77 Organisationen, Projekte und Initiativen bekanntgegeben.

### Krieg in Israel und Gaza
Im Sommer 2025 kündigte Engelhorn in verschiedenen Sozialen Medien an, im Herbst des Jahres per  Schiff mit der Initiative Freedom Flotilla Coalition nach Gaza zu reisen. Die Aktion soll auf die humanitäre Lage im Krieg in Israel und Gaza aufmerksam machen. In einem Video sagte sie: „Hi, ich bin Marlene. Ich bin gegen Genozid, Apartheid und für ein freies Palästina.“

## Rezeption
Laut der österreichischen Ausgabe der Zeitschrift Forbes trat Engelhorn „von der Frankfurter Allgemeinen Zeitung über den ORF bis zum ZDF mittlerweile in fast jedem deutschsprachigen Medium mit ihren Forderungen“ auf. Beispielsweise war sie bei Wolfgang M. Schmitt eingeladen, beantwortete auf ZDFkultur 13 Fragen zum Thema Ist Erben gerecht? und war am 4. Februar 2023 der erste Gast der neuen Gesprächsreihe „Was wäre wenn“ von Hannah Horsten in der Ö1-Sendung Diagonal. Ihr sei bewusst, dass ihr nur zugehört werde, weil sie vermögend ist. Unter den Millionären, die eine höhere Besteuerung fordern, ist Engelhorn das bekannteste Gesicht im deutschsprachigen Raum.
Engelhorn wurde international rezipiert von The Guardian, Le Monde, El País und der brasilianischen Zeitschrift Aventuras na História. The New York Times schrieb eine Reportage über sie.
Weitere Auftritte von Marlene Engelhorn:
- Markus Lanz – Folge 1778[40]
- Beim Pelzig auf der Bank – Staffel 2, Folge 1: Scheiss Macht[41]
- Beim Pelzig auf der Bank – Staffel 3, Folge 3: Scheiss Geld – Jetzt reicht’s![42]
- Weltwirtschaftsgipfel in Davos: Besteuert die Reichen!, Marlene Engelhorn im Gespräch mit Stephan Karkowky, Deutschlandfunk Kultur, 16. Januar 2023 (Audio, 8 Minuten)
- Reichtum gerecht verteilen: Sozialaktivistin Marlene Engelhorn, WDR 3, Gespräch am Samstag vom 15. Februar 2025. (Audio, 38 Minuten)

## Auszeichnung
2022 erhielt Engelhorn den Anerkennungspreis des Bruno-Kreisky-Preises für das politische Buch für ihr Buch Geld.

## Veröffentlichungen
- Geld. Kremayr & Scheriau, Wien 2022, ISBN 978-3-218-01327-7.

## Gefälschte E-Mails
Im März 2024 berichtete das Portal Mimikama davon, dass Spam-E-Mails in Umlauf seien, in denen vorgegeben wird, Engelhorn wolle einen hohen Geldbetrag an die Empfänger spenden. Es handelte sich dabei um eine Spielart des Vorschussbetrugs.